# Nagrada Josip Račić
Nagrada "Josip Račić", godišnja je likovna nagrada. Dodjeljuje ju hrvatski dnevni list "Vjesnik" za najbolje likovno ostvarenje u protekloj godini. Prvi put je dodijeljena 1969. godine. Ime je dobila po hrvatskom likovnom umjetniku Josipu Račiću.

## Dosadašnji dobitnici i dobitnice
- 2004.: Kristina Leko za izložbu Sir i vrhnje[1]